# Durlinsdorf
Durlinsdorf település Franciaországban, Haut-Rhin megyében. Lakosainak száma 516 fő (2022. január 1.). Durlinsdorf Mooslargue, Bendorf, Mœrnach, Winkel, Liebsdorf és Pfetterhouse községekkel határos.

## Népesség
A település népességének változása:
| Lakosok száma | 555  | 569  | 575  | 566  | 565  | 558  | 552  | 534  | 516  |
|               | 2013 | 2015 | 2016 | 2017 | 2018 | 2019 | 2020 | 2021 | 2022 |